# 和田春樹
和田春樹（1938年1月13日—），是日本历史学家、社会科学研究家、市民运动家，专门研究苏联历史、俄罗斯历史和朝鲜半岛历史，现為东京大学名誉教授。

## 生平
和田春樹出生在大阪府，后来进入东京大学文学部西洋史学科学习。1960年毕业后，担任东京大学社会科学研究所助手，此后先后升为讲师、副教授、教授和所长。
和田春樹学术研究的方向多为俄罗斯、苏联、朝鲜半岛的近现代史，多与日本有关。他也参加过左翼运动和市民运动。2010年，他被韩国全南大学授予“第4回后广金大中学术奖”。